# Wesmaelia lizanoi
Wesmaelia lizanoi är en stekelart som beskrevs av Shaw 1997. Wesmaelia lizanoi ingår i släktet Wesmaelia och familjen bracksteklar. Inga underarter finns listade i Catalogue of Life.